# قسم دجكرد الريفي (مقاطعة إقليد)
قسم دجكرد الريفي (بالفارسية: دهستان دژکرد) هي منطقة ريفية تقع في Sedeh District في إيران. يقدر عدد سكانها بـ 7,438 نسمة .